# 李栄直
李 栄直（リ・ヨンジ、朝鮮語: 리영직、1991年2月8日 - ）は、大阪府出身（在日朝鮮人4世）のプロサッカー選手。元北朝鮮代表。ポジションはディフェンダー（DF）、ミッドフィールダー（MF）。

## 来歴

### クラブ
小学校の時にサッカーを始め、FCルイ・ラモスヴェジットでは杉本健勇、大阪セントラルFCでは松田陸、松田力や大森晃太郎らとプレーした。大阪商業大学に進学後は1年時からレギュラーを獲得。4年時には副キャプテンを務めた。
2013年より、徳島ヴォルティスへ入団。同年3月24日の第5節FC岐阜戦で、後半のアディショナルタイムに途中出場でJリーグ初出場を果たした。しかしその後はケガで離脱していた選手の復帰などもあり、サブメンバーからも外れる試合が続いた。2014年4月26日の第9節アルビレックス新潟戦でJリーグ初得点を記録した。
2015年にV・ファーレン長崎へ完全移籍、2017年にカマタマーレ讃岐へ完全移籍、2018年より東京ヴェルディに加入、2020年にFC琉球へ完全移籍。
2023年はいわてグルージャ盛岡へ完全移籍。
2024年3月7日、韓国のFC安養に移籍した。Kリーグ初挑戦となった2024年シーズンはKリーグ2で29試合に出場して3ゴール1アシストを記録し、クラブ初のKリーグ1昇格に貢献した。翌2025年シーズン前半もKリーグ1で14試合に出場した。
2025年6月27日、Kリーグ2の釜山アイパークに期限付き移籍。釜山からも安養へ選手を1人期限付き移籍させる交換トレードとなっている。また、安英学、安柄俊に続いて釜山でプレーする3人目の北朝鮮代表選手となった。

### 代表
2014年6月、北朝鮮代表合宿に参加するメンバーに初招集。同年9月、アジア競技大会のU-23朝鮮代表に選出され、全6試合に出場して準優勝に貢献した。
2015年、AFCアジアカップ2015のメンバー入りを果たし、初戦のウズベキスタン戦でA代表デビュー。アンカーとして守備に奮闘したが、第2戦のサウジアラビア戦ではPKをハンドで献上して退場になるなど2失点に絡み、チームは連敗でグループリーグ敗退が決まった。
2017年9月5日、平壌で行われたAFCアジアカップ2019・3次予選のレバノン戦で代表初得点を決めた。12月、EAFF E-1サッカー選手権2017の北朝鮮代表にも選ばれ3試合に出場した。
2019年10月、2022 FIFAワールドカップ・アジア2次予選の韓国戦に出場。試合は平壌で無観客で行われた。

## 人物
井林章と並んでサッカー界きってのアニメオタクとして知られ、井林からは「アニメオタクとしてはアクティブ」と評される。きっかけは「中学時代に『新世紀エヴァンゲリオン』が再ブレイクしたため見始めた」ことで、大学時代にはアルバイト先の同僚にアニメ好きが多かったため、どっぷりはまることになったという。声優オタクでもあるため、アニメ選びについては「各クールのラインナップが出揃ったところでまず声優をチェックする」という。
東京ヴェルディ在籍時の応援歌は自身がファンだと公言しているアニメ「デュラララ!!×2 結」のオープニング曲。

## 所属クラブ
- FCルイ・ラモスヴェジット
- 大阪セントラルFC
- 東大阪朝鮮中級学校
- 大阪朝鮮高級学校
- 2009年 - 2012年  大阪商業大学
- 2013年 - 2014年  徳島ヴォルティス
- 2015年 - 2016年  V・ファーレン長崎
- 2017年  カマタマーレ讃岐
- 2018年 - 2019年  東京ヴェルディ
- 2020年 - 2022年  FC琉球
- 2023年  いわてグルージャ盛岡
- 2024年 -  FC安養
  - 2024年6月 -  釜山アイパーク（期限付き移籍）

## 個人成績
| 国内大会個人成績 | 国内大会個人成績 | 国内大会個人成績 | 国内大会個人成績 | 国内大会個人成績 | 国内大会個人成績 | 国内大会個人成績 | 国内大会個人成績 | 国内大会個人成績 | 国内大会個人成績 | 国内大会個人成績 | 国内大会個人成績 |
| 年度             | クラブ           | 背番号           | リーグ           | リーグ戦         | リーグ戦         | リーグ杯         | リーグ杯         | オープン杯       | オープン杯       | 期間通算         | 期間通算         |
| 年度             | クラブ           | 背番号           | リーグ           | 出場             | 得点             | 出場             | 得点             | 出場             | 得点             | 出場             | 得点             |
| 日本             | 日本             | 日本             | 日本             | リーグ戦         | リーグ戦         | リーグ杯         | リーグ杯         | 天皇杯           | 天皇杯           | 期間通算         | 期間通算         |
| ---------------- | ---------------- | ---------------- | ---------------- | ---------------- | ---------------- | ---------------- | ---------------- | ---------------- | ---------------- | ---------------- | ---------------- |
| 2013             | 徳島             | 28               | J2               | 1                | 0                | -                | -                | 0                | 0                | 1                | 0                |
| 2014             | 徳島             | 28               | J1               | 5                | 1                | 3                | 0                | 1                | 0                | 9                | 1                |
| 2015             | 長崎             | 7                | J2               | 27               | 3                | -                | -                | 1                | 1                | 28               | 4                |
| 2016             | 長崎             | 7                | J2               | 20               | 1                | -                | -                | 1                | 0                | 21               | 1                |
| 2017             | 讃岐             | 17               | J2               | 23               | 2                | -                | -                | 1                | 0                | 24               | 2                |
| 2018             | 東京V            | 17               | J2               | 26               | 4                | -                | -                | 3                | 2                | 29               | 6                |
| 2019             | 東京V            | 17               | J2               | 25               | 4                | -                | -                | 0                | 0                | 25               | 4                |
| 2020             | 琉球             | 9                | J2               | 38               | 0                | -                | -                | 0                | 0                | 38               | 0                |
| 2021             | 琉球             | 9                | J2               | 27               | 1                | -                | -                | 0                | 0                | 27               | 1                |
| 2022             | 琉球             | 9                | J2               | 26               | 0                | -                | -                | 0                | 0                | 26               | 0                |
| 2023             | 岩手             | 17               | J3               | 30               | 1                | -                | -                | 0                | 0                | 30               | 1                |
| 通算             | 日本             | 日本             | J1               | 5                | 1                | 3                | 0                | 1                | 0                | 9                | 1                |
| 通算             | 日本             | 日本             | J2               | 213              | 15               | -                | -                | 6                | 3                | 219              | 18               |
| 通算             | 日本             | 日本             | J3               | 30               | 1                | -                | -                | 0                | 0                | 30               | 1                |
| 総通算           | 総通算           | 総通算           | 総通算           | 248              | 17               | 3                | 0                | 7                | 3                | 258              | 20               |

その他の公式戦
- 2018年
  - J1参入プレーオフ 3試合0得点
- 2023年
  - 岩手県サッカー選手権大会 1試合0得点

出場歴
- Jリーグ初出場 - 2013年3月24日 J2第5節 vsFC岐阜（岐阜メモリアルセンター長良川競技場）
- Jリーグ初得点 - 2014年4月26日 J1第9節 vsアルビレックス新潟（鳴門・大塚スポーツパークポカリスエットスタジアム）

## 代表歴
- 国際Aマッチ初出場 - 2015年1月10日 - AFCアジアカップ2015 vsウズベキスタン代表（スタジアム・オーストラリア）
- 国際Aマッチ初得点 - 2017年9月5日 - AFCアジアカップ2019・3次予選 vsレバノン代表（金日成競技場）

### 出場大会
- U-23北朝鮮代表
  - 2014年アジア競技大会
- 北朝鮮代表
  - AFCアジアカップ2015
  - AFCアジアカップ2019・3次予選
  - EAFF E-1サッカー選手権2017
  - AFCアジアカップ2019
  - 2022 FIFAワールドカップ・アジア2次予選

### 試合数
- 国際Aマッチ 22試合 1得点 (2015年 - 2019年)[16]

| 北朝鮮代表 | 国際Aマッチ | 国際Aマッチ |
| 年         | 出場        | 得点        |
| ---------- | ----------- | ----------- |
| 2015       | 6           | 0           |
| 2016       | 0           | 0           |
| 2017       | 8           | 1           |
| 2018       | 3           | 0           |
| 2019       | 5           | 0           |
| 通算       | 22          | 1           |

### ゴール
| ＃ | 開催年月日   | 開催地 | スタジアム   | 対戦国   | 勝敗 | 試合概要                     |
| -- | ------------ | ------ | ------------ | -------- | ---- | ---------------------------- |
| 1. | 2017年9月5日 | 平壌   | 金日成競技場 | レバノン | △2-2 | AFCアジアカップ2019・3次予選 |

## タイトル

### クラブ
いわてグルージャ盛岡
- 岩手県サッカー選手権大会：1回（2023年）